# IC 3411
IC 3411 је спирална галаксија у сазвјежђу Береникина коса која се налази на листи објеката дубоког неба у Индекс каталогу.
Деклинација објекта је + 24° 35' 2" а ректасцензија 12h 29m 12,4s. Привидна величина (магнитуда) објекта IC 3411 износи 15,7 а фотографска магнитуда 16,5.